# Megalestes gyalsey
Megalestes gyalsey — вид бабок родини Synlestidae. Описаний у 2017 році.

## Назва
Вид на звано на честь наслідного принца Бутану Джігме Намг'яла Вангчука (нар. 2016 року) з нагоди його першого дня народження. Титул наслідного принца в Бутані звучить як Друк Г'ялсі (Принц Драконів), звідси і видова назва gyalsey.

## Поширення
Вперше вид виявлено у 2015 році в окрузі Тронгса в Бутані. Тоді були відомі лише самці. У 2021 році самиці та личинки виявлені на сході Індії (у штатах Аруначал-Прадеш і Західна Бенгалія.